# Hitchin FC
Der Hitchin FC (offiziell: Hitchin Football Club) war ein englischer Fußballverein aus der in der Grafschaft Hertfordshire liegenden Stadt Hitchin. Er gehörte zu den 15 ersten Teilnehmern im FA Cup, die für die Erstaustragung in der Saison 1871/72 meldeten.

## Vereinsgeschichte

### Geschichte des historischen Hitchin FC
Ende November 1865 gründeten rund 25 Interessierte den „Hitchin Football Club“. Zum Präsidenten wurde Hubert Delme Radcliffe ernannt und neben Reverend John Pardoe als Vereinssektretär leitete ein Komitee aus fünf weiteren Herren die Geschicke des neuen Klubs. Die Spiele wurden zunächst außerhalb der Cricketsaison ausgetragen und hatten nur selten echten Wettbewerbscharakter. Eine der ersten bedeutsamen Partien war am 20. Februar 1868 eine Begegnung mit dem Wanderers FC, der gut vier Jahre später die erste FA-Cup-Ausgabe gewann und sich zum fünffachen englischen Pokalsieger aufschwang. Der Hitchin FC verlor die Partie mit 0:2 und zählte zur Saison 1871/72 zu den 15 Vereinen, die sich an der genannten ersten nationalen englischen Pokalsaison beteiligte. An einem verregneten 11. November 1871 trennte sich der Klub torlos von Crystal Palace. Nachdem sowohl Hitchin als auch Crystal Palace in die nächste Runde eingezogen waren, bedeutete eine deutliche 0:5-Niederlage gegen die Royal Engineers das Aus. Auch in den folgenden Jahren versuchte sich Hitchin im englischen Pokal, verlor jedoch beispielsweise in der ersten Runde gegen den FC Maidenhead (0:1) in der Saison 1874/75 bzw. die Old Wykehamists (2:5) in der Spielzeit 1887/88. Darüber hinaus setzte der Klub aber verstärkt auf Freundschaftsspiele und regionale Pokalwettbewerbe.
Erst im Jahr 1901 entschied das Komitee, einen Platz in der London League zu beantragen. Die dortige Leitung befand jedoch, dass Hitchin zu nördlich lag und so wich Hitchin erfolgreich auf die South Eastern League aus, die immerhin die Zweitvertretungen von Vereinen wie West Ham United, Tottenham Hotspur und den FC Millwall beherbergte. In der ersten Ligasaison tat sich der Verein schwer und musste unter anderem ein 1:10 gegen die Reserve von Luton Town hinnehmen. In der parallelen Nordstaffel der Herts League begegnete der Klub dem Lokalrivalen Hitchin Blue Cross Brigade. Die Partie endete mit einem 1:1 und der Hitchin FC schloss letztlich die Saison als Nordmeister ab. Im Entscheidungsspiel gegen den anderen Staffelmeister Watford Melrose trennte man sich mit 1:1 und vor dem angesetzten Wiederholungsspiel löste sich Watford Melrose auf.
Der Wechsel in die Spartan League im Jahr 1908 gesellte sich problematisch. Nachdem der Klub den Amateurstatus übernommen hatte, kam es in der neuen Liga nur zu einem Spiel gegen Walthamstow Grange (0:6), das letztlich annulliert wurde. Nach dem vorzeitigen Aus gelang es dem Klub, die anschließende Saison 1909/10 abzuschließen, aber mit nur drei Siegen aus zehn Spielen belegte Hitchin am Ende den fünften Platz von sechs teilnehmenden Mannschaften. Die Spielzeit 1910/11 sollte bereits die letzte sein und endete als Tabellenletzter. Zum sportlichen Misserfolg gesellte sich eine Feuerkatastrophe 1911 im eigenen Stadion, in deren Folge die Haupttribüne niederbrannte. Mit ausbleibenden Erfolgen, hohen Schulden und einer fehlenden Haupttribüne schleppte sich der Klub nur mühsam über die Runden und löste sich dann während des Ersten Weltkriegs im Jahr 1915 auf.

### Nachfolgerverein
Im Jahr 1928 wurde der Hitchin Town Football Club neu gegründet, der als Nachfolger des Hitchin FC angesehen wird und seine Heimspiele weiter auf dem Top Field austrägt.